# Естонська шведська
Естонська шведська (швед. estlandssvenska; ест. rannarootsi keel - "прибережна шведська") — східні різновиди шведської мови, на яких розмовляли в раніше населених шведами районах Естонії (місцево відомих як Айболанд) на островах Ормсе (Вормсі), Осель (Сааремаа), Даго (Гійумаа) і Руне (Рухну), і півострів (колишній острів) Nuckö (Noarootsi), місцевими естонськими шведами. До евакуації естонських шведів під кінець Другої світової війни на названих островах зазвичай говорили як шведською, так і естонською мовами. Невідомо, чи залишилися носії рідної мови. Після здобуття незалежності Естонії після розпаду СРСР, естонська шведська пережила відродження.

## Зразки
Естонська шведська включає в себе низку піддіалектів, наприклад Nuckömål і Rågömål.
Приклад діалекту Nuckömål з Nordisk familjebok у порівнянні зі стандартним сучасним шведським: 
Stick tälknin i stolpan o hälvtor stolpan topa kalkan, säte Halmen o Hälma färe kalkan o ker te Nuckö toka.
Стандартна шведська:
Stick täljkniven i stolpen och vält stolpen på kälken, sätt Hjälmen och Hjälma för kälken och kör till Nuckö.
Гаммалсвенський діалект шведської мови, якою розмовляють в Україні, є архаїчним діалектом естонської шведської мови, завезеним до села Гаммалсвенськбю (Старошведське) наприкінці 1700-х років поселенцями з Даго.

## Дивись також
- Шведська мова
- Старошведське
- Аландські острови